# Le Show
Le Show est une émission de radio syndiquée présentée par Harry Shearer et diffusée sur KCRW entre 1983 et 2013 et sur WWNO et KCSN depuis 2013. Le programme est un mélange de commentaires satiriques de l'information, de musique et de sketchs. Harry Shearer, un artiste connu pour son travail de voix sur Les Simpson, écrit les sketchs et interprète la plupart des voix.

## Histoire
L'émission est diffusée pour la première fois le 3 décembre 1983 et continue sous différents titres pendant plusieurs mois avant qu'il n'adopte définitivement celui de Le Show après la suggestion d'un ami de longue date du présentateur, Harry Shearer. Le titre est une satire de la tendance marketing populaire à ce moment-là d'ajouter l'article français « Le » pour produire des noms, comme la Renault 5 qui a été fortement promue aux États-Unis sous le nom de « Le Car ».
Jusqu'au 14 avril 2013, pendant donc près de trente ans, Le Show est diffusé en direct les samedis matins depuis « The Le Show Dome » à KCRW à Santa Monica en Californie. Elle est aussi souvent diffusée ou enregistrée depuis d'autres stations publiques NPR lorsqu'Harry Shearer est en déplacement. Après la diffusion sur KCRW le 14 avril 2013, la station décide d'arrêter la diffusion sur ses antennes de l'émission, mais d'en faire simplement une émission radio sur Internet. Bien que l'émission continue d'être diffusée sur de nombreuses autres sources, principalement des stations de radio publiques, Harry Shearer exprime sa consternation d'avoir perdu son émission de radio de base, sans aucun préavis, et sans avoir pu dire au revoir à ses auditeurs. Depuis il conclut chaque émission en déclarant que Le Show tire son origine du « "Change Is Hard" Radio Network », faisant référence au communiqué de presse de KCRW annonçant la suppression de l'émission de sa grille de programmes. Au début de l'épisode daté du 14 juillet 2013, Harry Shearer annonce que l'émission est maintenant diffusée sur KCSN, la ramenant sur les ondes de la Californie du Sud, environ trois mois après son retrait de KCRW. Alors que KCSN fournit la diffusion en direction de l'émission, ainsi que des archives de celle-ci, WWNO à La Nouvelle-Orléans prend en charge l'hebergement de ses flux de diffusion et de podcast. Aux yeux de Harry Shearer, cela permet de change le nom du réseau en « "Change Is Easy" Radio Network », sûrement en référence du surnom de la ville, « The Big Easy ».
Plusieurs émissions par an sont diffusées depuis La Nouvelle-Orléans, où Harry Shearer possède une maison. Les émissions de La Nouvelle-Orléans, présentent généralement des musiciens locaux très en vue.

## Disponibilité
L'émission est diffusée sur de nombreuses antennes de la National Public Radio et d'autres stations de radio publiques, à travers les États-Unis et à l'étranger. L'émission est également disponible internationalement sur NPR Worldwide, sur American Forces Network, sur USEN au Japon et sur des services de radio à ondes courtes via WBCQ. Depuis la fusion des services de radio par satellites XM et Sirius en Sirius XM Radio, le programme n'est plus disponible sur ces ondes. Harry Shearer commente la raison de cette disparition : « parce que je suppose, vous savez, les fusions sont bonnes… ». L'émission est également diffusée sur NPR Berlin depuis son lancement en 2006 jusqu'à son arrêt en 2017, elle n’est pas reprise par le successeur de la station, KCRW Berlin.
L'émission est également disponible sous forme de podcasts des épisodes précédents depuis le site web d'Harry Shearer, sous forme de fichiers téléchargeables gratuitement sur Audible.com ou sur iTunes. Les podcasts diffèrent des versions diffusées et en streaming, en ce sens qu'ils n'incluent généralement que quelques secondes des musiques choisies par Harry Shearer pour l’émission. Les parodies musicales et les chansons originales écrites par Harry Shearer font exceptions.

« Vous dites ce que vous voulez dire sans vous attendre à ce que cela fasse une différence. Dites ce que vous voulez dire parce que vous devez le dire, pas parce que vous pensez que cela va changer quoi que ce soit. Parfois, vous pourriez être agréablement surpris, mais le plus souvent, les choses se passent comme elles le doivent. »

— Harry Shearer

## Segments

### Actualité
Le Show présente un grand nombre de segments récurrents traitant de l'actualité, chaque qualifiée par Harry Shearer de « une fonctionnalité protégée par les droits d'auteur de cette diffusion ». Les plus récurrents sont les suivants :
- Apologies of the Week (Excuses de la semaine) : présente les excuses publiques trouvées dans les actualités.
- News From Outside the Bubble (Actualités à l’extérieur de la bulle) : des nouvelles de sources internationales, généralement du Royaume-Uni.
- News of the Warm (Nouvelles du réchauffement) : Harry Shearer lit les actualités à propos du réchauffement climatique.
- The Trades (Les Revues) : Harry Shearer lit des articles issus de revues.
- News of Inspectors General (Actualité de l'Inspecteur général) : rapports des trouvailles de l’inspecteur général du gouvernement des États-Unis.

Les autres segments plus rares, du programme son les suivants :
- News of the Olympic Movement (Nouvelles du Comité international olympique) : les actualités à propos du Comité international olympique.
- Burying the Lede (Enfouissement du chapeau) : les actualités avec des chapeaux alarmant perdues dans l'histoire.
- News of the Atom (Nouvelles de l'atome) : Actualité sur les problèmes de sécurité dans l'industrie nucléaire.
- News of the Godly (Nouvelles du dévot) : Actualités à propos de la religion et de l'évangélisme.
- F is for FEMA (F pour FEMA) : Actualité sur l'Agence fédérale des situations d'urgence, présentant généralement un aspect d'incompétence, en particulier concernant les conséquences de l'ouragan Katrina.
- Found Object Departement (Département des objets trouvés) : Harry Shearer diffuse des pistes audio issues de flux radiophoniques qui n'étaient pas destinées à être diffusées.
- Leak of the Week (La Fuite de la semaine) : Rapport hebdomadaire des fuites d'huile.
- Let's Get Scared (Ayons peur) : Actualité avec des implications effrayantes.
- Los Angeles Dog Trainer Corrections (Corrections du dresseur de chien de Los Angeles) : Harry Shearer lit les erratas étendus et souvent peu communs du Los Angeles Time.
- News from the Digital Wonderland (Actualités du pays des merveilles numérique) : Actualités, généralement négatives, concernant le passage des systèmes de transmission analogique à numérique.
- Sos of the Week (Les « So » de la semaine) : Exemples du mot « so » utilisé pour commencer une phrase dans les programmes d'information.
- Tales of Airport Security (Histoires de la sécurité aérienne) : Histoires sur la sécurité aérienne envoyées par les auditeurs.
- News of News Corp. (Actualité de News Corp.) : Les dernières mises à jour à propos du scandale de 2011 de la News Corporation.
- News of Secrets (Actualité des Secrets) : Les affaires que le gouvernement essaie de cacher au grand public.
- News of Transparency (Actualité de transparence) : Compliments détournés, exemples ratés de la façon dont l'administration Obama est à la hauteur de son objectif annoncé d'être l'administration la plus transparente de l'Histoire.
- The Year in Rebuke (Les Réprimandes de l'année) : Les une ou deux dernières émissions de chaque année présentant des répétitions d'articles clés, de chansons et de sketches liés à l'actualité de cette année.

### Humour

#### Continental Public Radio
Harry Shearer parodies souvent les autres émissions trouvées sur les antennes des radios publiques, dans un programme intitulé Continental Public Radio ou CPR. Les parodies récurrentes sont les suivantes :
- All in All
- At Loggerheads
- Book Bag
- The Edible Table
- Karzai Talk
- Media Nation
- More Than You Know
- Mouth to Mouth
- News from Lake Reverie
- Up to Here
- What Up, Dog?

#### Parodies présidentielles et politiques
- Alternative Scenario Playhouse
- Clintonsomething
- Dick Cheney: Confidential
- Papa a raison avec Barack Obama dans le rôle du père
- 41 class 43 où George H. W. Bush appelle George W. Bush
- The Gore Room, un talk show libéral animé par Al Gore et Al Franken
- Hellcats of the White House, un soap opera sur la Maison-Blanche de Ronald Reagan
- Newt Gingrich Calls His Mom
- Nixon in Heaven

#### Autres sketchs
- Bad Day at Black Rock
- (Inside) Extra Access Tonight
- Entrepod
- Health Fire
- Larry King Live
- The O'Reilly Factor
- Strictly from Blackwell
- Super Bugs

#### Interviewes humoristiques
Harry Shearer interview parfois des personnalités au studio ou par téléphone. Pour les interviewes téléphoniques, Harry Shearer annonce que le téléphone est ouvert aux appels de l'audience, où déclare que le studio reçoit un appel. Cela fait partie des quelques segments humoristiques lors desquels d'autres voix que celle de Harry Shearer peuvent être entendues. La plupart de celles-ci sont interprétées par le scénariste Tom Leopold. Voici la liste de ces personnalités interviewées :
- Tony Bellalaqua : un auditeur du Midwest
- Lyle Condit : le petite frère du représentant des États-Unis Gary Condit
- David Feldman : un enseignant du lycée et ami de Monica Lewinsky
- Yvonne Della Femina : une personne ayant changé de sexe à de multiples reprises et ayant un passé historique
- John Walker Lindh : le « Taliban américain »
- Elvis Presley : interviewé à propos de l'émission de son timbre-post américain
- Ira Rifleman : un auditeur qui aurait acheté le camion de Scott Peterson
- Tyler Michael Tucker : un acteur d'un programme télévisé déprogrammé
- David Manning : le critique de cinéma fictif, doublé par un synthétiseur de voix électronique
- Ralph the Talking Computer : un ordinateur avec une voix synthétisée
- Barry Saint-Martin ou Barry Saint-Michael, interprété par Alex Lowe
- Shabshab : un ancien sosie de Saddam Hussein et vendeur de stéréo en Irak

### Interviewes
Parfois Harry Shearer interviewe sérieusement de véritables personnalités, souvent des musiciens, parfois des scientifiques ou auteurs, majoritairement à propos de l'Ouragan Katrina et du désastre qu'il a provoqué à La Nouvelle-Orléans.

#### Musiciens interviewés
Marcia Ball, Henry Butler, Evan Christopher, Jon Cleary, Joe Krown, Phillip Manuel, Tom McDermott, Judith Owen, David Torkanowsky et Allen Toussaint.

#### Autres interviewes
- John M. Barry à propos des digues de la Nouvelle-Orléans et du SLFPA.
- Dr Robert Bea à propos des problèmes de digues à La Nouvelle-Orléans pendant Katrina.
- Bill Black et Yves Smith à propos de la fraude bancaire et de la crise des saisies.
- Dan Cameron à propos du projet artistique biannuel Prospect 1 New Orleans
- Lolis Eric Elie à propos de divers sujets sur la Nouvelle-Orléans
- Ivor van Heerden à propos du désastre de Katrina sur la Nouvelle-Orléans
- Stephanie Kelton, une économiste
- Jane Mayer à propos de son ouvrage The Dark Side
- Mort Sahl à propos de sa carrière en tant que Satiriste Américain
- Scott Simon à propos de conventions politiques

### Musique
La station KCRW qualifie les musiques diffusées entre les différents segments de l'émission de « mélange éclectique et mystérieux ».
Les musiciens les plus souvent diffusés sont Johnny Adams, Astral Project, Marcia Ball, The Beach Boys, The Beatles, The Bobs, Bonerama, Charles Brown, Oscar Brown, Henry Butler, Jon Cleary, Nat King Cole, Shawn Colvin, Ry Cooder, Elvis Costello, Dr. John, Dave Edmunds, Eliane Elias, Georgie Fame, Finn Brothers, Ella Fitzgerald, John Fogerty, Fountains of Wayne, Michael Franks, Marvin Gaye, Gilberto Gil, The Hi-Lo's, Dan Hicks, Dick Hyman, Jamiroquai, Louis Jordan, Keb' Mo', Sonny Landreth, Lenine, Los Lobos, Lyle Lovett, Phillip Manuel, Peter Martin, Paul McCartney, The Meters, Van Morrison, Mr. Scruff, Randy Newman, Rosa Passos, Nicholas Payton, Alan Price, Brian Protheroe, The Quantic Soul Orchestra, The Radiators, Bonnie Raitt, Marcus Roberts, Smokey Robinson, Shorty Rogers, The Rolling Stones, Kermit Ruffins, Alice Russell, Frank Sinatra, Jill Sobule, Steely Dan, They Might Be Giants, Irma Thomas, Richard Thompson, Mel Tormé, The Whitlams, The Who, Brian Wilson, Charlie Wood et XTC.
Parfois lors du décès d'un musicien notable, de nombreuses de ses chansons sont diffusées plusieurs heures entre les segments de Le Show. Ceci est arrivé pour George Harrison, Ray Charles, Oscar Brown, Blossom Dearie, Les Paul, Robert Kirby, Gerry Rafferty, Jerry Ragovoy, B. B. King et Prince.